# Biblioteca Wirtz Labor
La biblioteca Wirtz Labor es la biblioteca del Departamento de Trabajo de los Estados Unidos. Se encuentra ubicado en el edificio Frances Perkins en Washington D. C.
Establecida en 1917, la biblioteca se creó con la consolidación de las bibliotecas de la Oficina del Niño y la Oficina de Estadísticas Laborales. Se encuentran documentos de la historia del movimiento obrero, los sindicatos y el crecimiento y desarrollo del movimiento obrero en una perspectiva nacional e internacional.

## Antecedentes
La biblioteca fue dedicada en honor del exsecretario de Trabajo de los Estados Unidos. Willard Wirtz y su esposa Jane Quisenberry Wirtz el 28 de marzo de 2000. Se trata de una biblioteca de depósito federal, y en 2000 fue designado Biblioteca del Milenio por la Casa Blanca, del Consejo del Milenio, en reconocimiento de sus fondos históricos únicos.

## Colecciones
La biblioteca contiene la colección de James Taylor (historia laboral), la colección Folio (comercio de series sindicales), Colección del departamento de retrato y demás volúmenes de la legislación laboral.